# 쑹자수

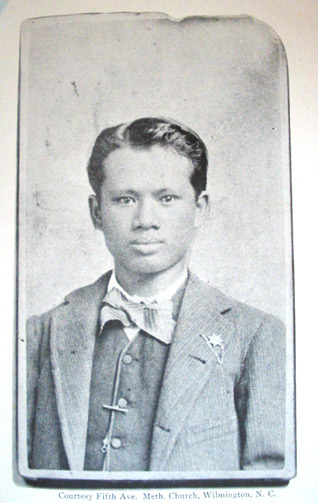
쑹자수

쑹자수(중국어 정체자: 宋嘉樹, 병음: Sòng Jiāshù, 1863년 2월 17일 ~ 1918년 5월 3일)은 감리교 목사, 기업인다. 쑹 자매의 아버지로 자식들은 모두 20세기초 중국 역사에서 중요한 위치를 차지한다. 영어식 이름 은 찰리 존스 쑹(Charles Jones Soong). 자는 야오루(耀如).
쑹은 청나라 광둥성 원창(지금의 중화인민공화국 하이난성 원창) 출신 객가인으로 본래 성씨는 한(韓)으로 본명은 자오준(敎準)이다. 12살 때였던 1875년에 자녀가 없던 외가로 입양되어 쑹(宋)씨가 되었다. 3년간 동인도 제도에서 생활을 한 후 미국으로 와서 15살에 개신교에 신자로 입문하여 기독교 신학을 공부하였고 감리교 선교사가 되었다. 1886년 중국으로 돌아와 그 이듬해 결혼했다. 청나라 타도를 위해 결성된 비밀결사단체에 가담하고 출판업에 착수하여 구어체로 된 값싼 중국어 성서 인쇄를 시작했다. 그는 선교사직을 사임하고 미국인 사업가의 도움으로 담배, 면화등 사업을 벌여 부유하고 영향력있는 실업가가 되었다.
1894년에 상하이에서 쑨원을 만나 중국 혁명에 관심을 가지게 되었고, 중국동맹회에 거액의 기부금을 내고 재정을 책임지는 자리에 있었다. 그의 둘째 딸인 쑹칭링은 나중에 쑨원과 결혼했다. 1918년 위암으로 세상을 떠났다.

### 인간 관계
찰리 쑹자수는 청년 시절부터 여우례(尤列), 쑨원, 양허링(楊鶴齡), 루하오둥(陸皓東), 천사오보(陳少白), 관징량(關景良)과 절친한 친구 관계였다.

## 학력
- 텍사스 샌 안토니오 트리니티 대학교 신학사
- 밴더빌트 대학교 대학원 신학석사

## 가족 관계
- 아들 : 쑹쯔원 - 국민정부의 재무부 장관, 외무부 장관 역임
- 아들 : 쑹쯔량 - 뉴욕에서 사업가가 됨
- 아들 : 쑹쯔안 - 홍콩 광동은행 은행장
- 딸 : 쑹아이링 - 부유한 은행가이자 중화민국 재정부 장관을 지낸 쿵상시의 부인
- 딸 : 쑹칭링 - 쑨원의 부인
- 사위 : 쑨원
- 딸 : 쑹메이링 - 장제스의 부인

## 같이 보기
- 중화민국의 역사
- 쑹 자매